# Rak bakteryjny drzew owocowych

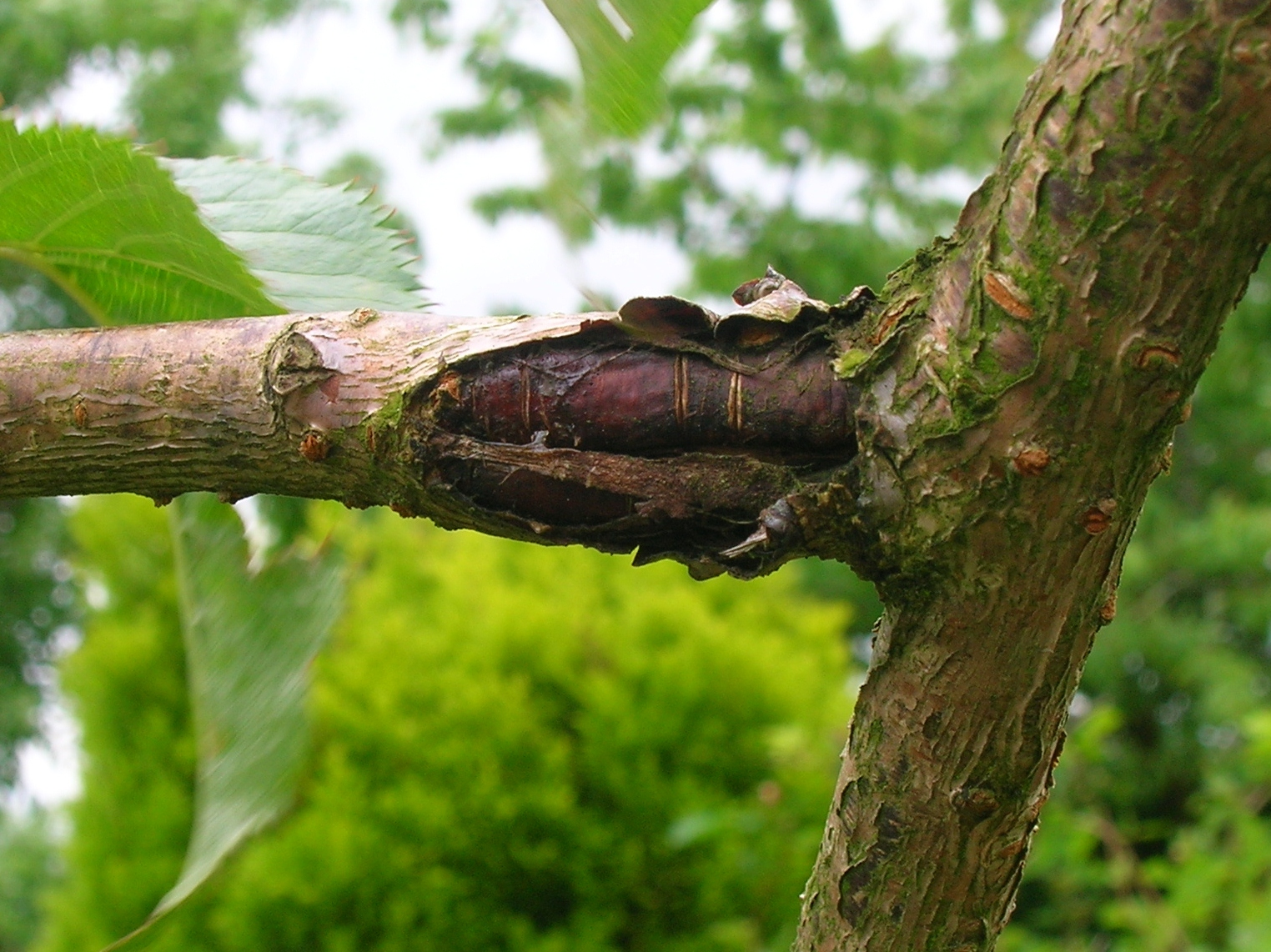
Rak na pędzie czereśni

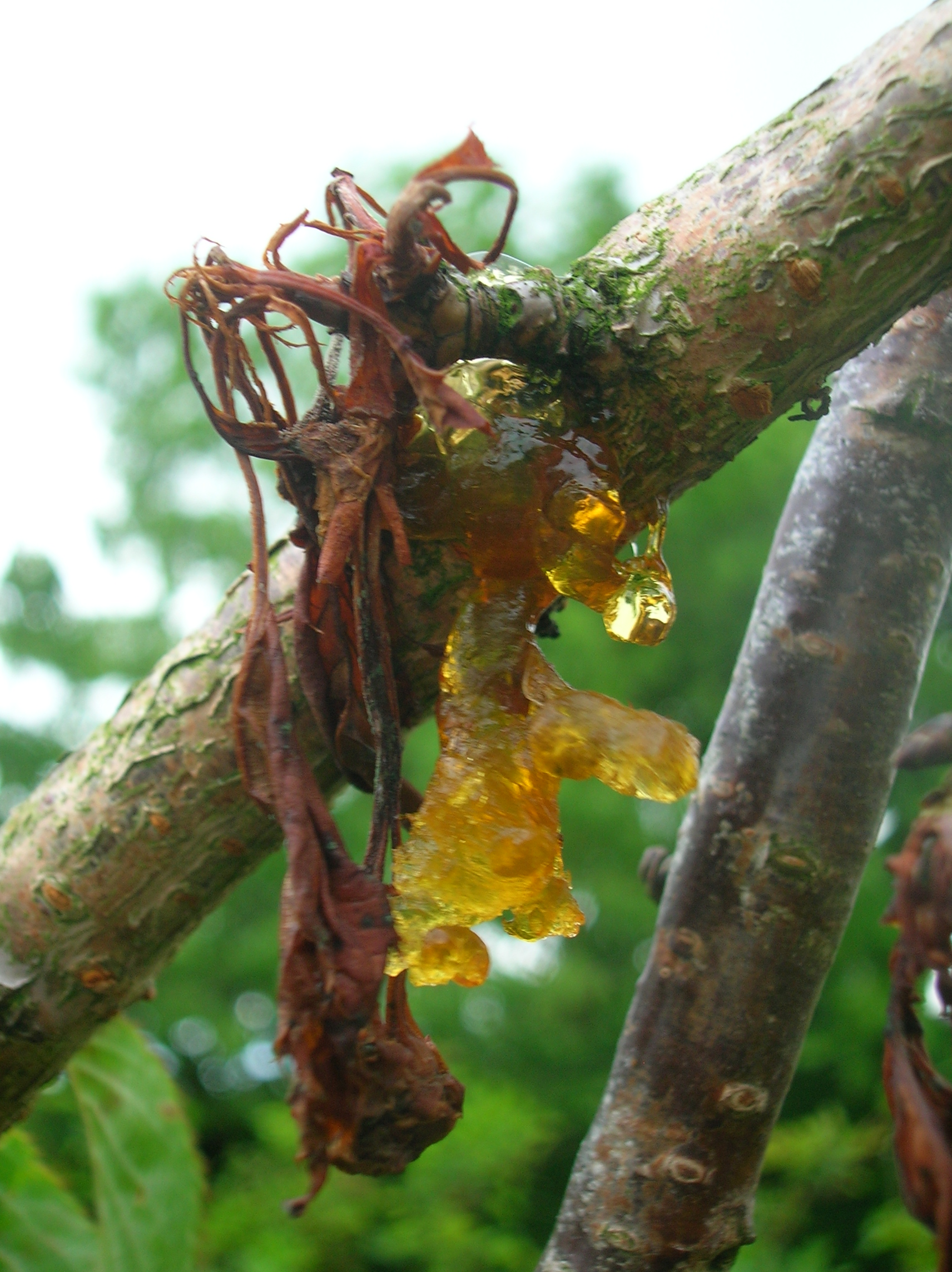
Wyciek gumy na pędzie wiśni

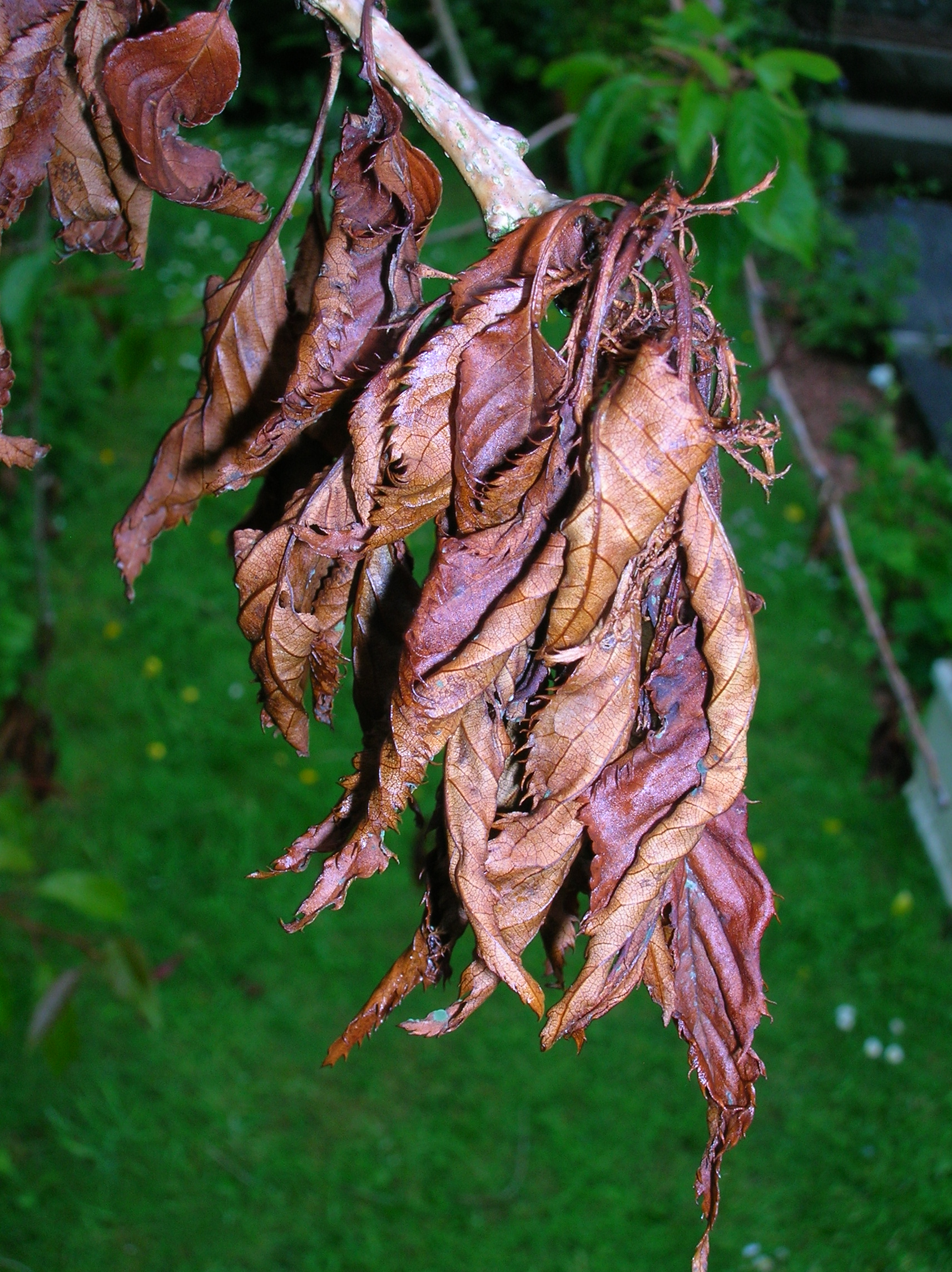
Obumarły pęd wiśni

Rak bakteryjny drzew owocowych (ang. bacterial canker of trees) – bakteryjna choroba drzew owocowych wywołana przez Pseudomonas syringae var. syringae.

## Występowanie i szkodliwość
Jest to choroba z grupy raków roślinnych. Występuje powszechnie we wszystkich rejonach uprawy drzew owocowych na świecie. Atakuje wiele gatunków drzew owocowych, ale największe szkody wyrządza w sadach i szkółkach drzew pestkowych. Może spowodować zamieranie brzoskwini, czereśni, moreli i niektórych odmian wiśni. Drzewom ziarnkowym nie wyrządza większych szkód, jednak w niektórych latach może spowodować duże obniżenie plonu gruszek.
W zależności od porażonego gatunku drzewa wyróżnia się 3 rodzaje raków bakteryjnych wywołanych przez Pseudomonas syringae:
- rak bakteryjny brzoskwini (Pseudomonas syringae pv. persicae, Pseudomonas syringae pv. syringae)
- rak bakteryjny czereśni ptasiej (Pseudomonas syringae pv. avii)
- rak bakteryjny śliwy (Pseudomonas syringae pv. syringae, Pseudomonas syringae pv. morsprunorum, Pseudomonas syringae pv. persicae, Pseudomonas amygdali(inne języki))[2].

## Objawy
Bakteria atakuje wszystkie nadziemne części drzew owocowych. Jej najbardziej charakterystyczne objawy to zrakowacenia i żywiczne wycieki na pniach i gałęziach. Pierwszymi ich objawami są drobne, nekrotyczne plamy, z czasem rozrastające się zarówno po obwodzie, jak i wzdłuż pędu. W zainfekowanym przez bakterie miejscu kora drzew nieco zapada się. Po usunięciu jej górnej warstwy można dostrzec zmianę zabarwienia tkanki miękiszowej na barwę od pomarańczowej do brunatnej. Później kora obumiera odsłaniając drewno, a roślina na obrzeżach rany tworzy kallus, który zasiedlany jest przez bakterie. Jeśli zrakowacenie obejmie cały obwód pnia czy gałęzi, wówczas zamierają one powyżej zrakowacenia. Zrakowacenia szczególnie szybko powiększają się jesienią i wiosną, latem natomiast kallus może pokryć całą ranę, co doprowadza do zahamowania choroby i zamarcia bakterii w tym obszarze.
Jeśli zainfekowane zostają kwiaty, brunatnieją one i zasychają, a znajdujące się w nich bakterie przenikają do krótkopędów i gałęzi. Na porażonych gałęziach następują wycieki „gumy”. Mogą zostać porażone także owoce. Objawia się to brunatnymi plamami gnilnymi na ich powierzchni. W ich miejscu miąższ się zapada i przysycha do pestki.
Na porażonych liściach powstają wodniste, żółte plamy, ale bez obwódek. W ich miejscu z czasem tkanka brunatnieje i wykrusza się. Powstają dziurki o średnicy 2–3 mm. Na młodych pędach również tworzą się ciemnozielone i wodniste plamy, które z czasem brunatnieją i czernieją. Górne części pędów powyżej plam mogą się zaginać na kształt pastorału, a następnie obumierać.
Na gruszach pierwszymi objawami porażenia jest zamieranie pąków i kwiatów. Kurczą się one i zasychają, ale nie opadają, lecz pozostają na drzewie. W szczególnie sprzyjających bakteriom warunkach (niska temperatura i duże opady deszczu) mogą one porazić także krótkopędy, na których powstają zrakowacenia. Mogą zostać porażone także zawiązki owoców. Objawia się to czarnymi, nekrotycznymi plamkami przy pozostałościach kielicha. Silnie porażone zawiązki mogą sczernieć i opaść. Objawy porażenia liści są podobne jak na czereśniach i wiśniach.

## Epidemiologia
Bakterie zimują na granicy zrakowaceń, w pąkach i tkankach wokół śladów poliściowych (powstających po jesiennym opadnięciu liści). Wiosną, gdy w drzewie ruszą soki, bakterie zaczynają się gwałtownie rozmnażać. Rozprzestrzeniane są przez wiatr, deszcz, owady i narzędzia używane do pielęgnacji drzew. Wnikają do drzew przez ich naturalne otwory oraz przez rany.
Są dwie fazy rozwojowe Pseudomonas syringae:
- faza letnia, w czasie której następuje infekcja młodych organów rośliny; kwiatów, zalążków owoców i młodych pędów,
- faza zimowa zaczynająca się późnym latem. Powstają podczas niej zrakowacenia i nekrozy na zdrewniałych gałęziach i pniu[3].

Duża rolę w rozprzestrzenianiu się bakterii odgrywa także jej populacja znajdująca się na powierzchni liści, a także chwastów w sadzie. Przypuszcza się, że to właśnie ta część populacji bakterii stanowi inokulum infekujące jesienią rany drzew i ślady poliściowe.
Jest jeszcze jeden mechanizm ułatwiający bakteriom wniknięcie do rośliny. Ich komórki w temperaturze bliskiej 0 °C stają się ośrodkiem krystalizacji lodu. Jego kryształki mechanicznie uszkadzają tkanki roślinne, głównie rozwijające się kwiaty i liście. Gdy temperatura powietrza wzrośnie, bakterie znajdujące się w wodzie na ich powierzchni są wsysane do tkanek, w których nadal się rozwijają.

## Ochrona
Pseudomonas syringae jest organizmem kwarantannowym. Bardzo skuteczne w zwalczaniu wywołanej przez niego choroby są antybiotyki, jednak w Unii Europejskiej zabronione jest ich stosowanie do tego celu. W związku z tym chorobie można jedynie zapobiegać poprzez następujące działania:
- w szkółkach usuwa się porażone drzewka, a w sadach silnie porażone drzewa,
- u drzew słabiej porażonych wycina się zrakowaciałe pędy, a odsłonięte rany zabezpiecza farbą emulsyjną z 2% dodatkiem fungicydu,
- na pniach i konarach słabiej porażonych drzew usuwa się zrakowacenia aż do zdrowego drewna, a rany smaruje maścią ogrodniczą,
- w porażonych sadach czereśniowych i wiśniowych nie warto uzupełniać luk po usuniętych drzewach młodymi drzewkami, gdyż szybko ulegają one porażeniu,
- podczas jesiennego opadu liści, oraz wiosną w fazie nabrzmiewania pąków opryskuje się drzewa środkami miedziowymi[4].

Opryskiwanie fungicydami ma na celu zmniejszenie liczebności bakterii na powierzchni liści i pędów, ale powoduje ordzawienie kwiatów i zawiązków owoców. Istnieją odmiany wiśni i czereśni o częściowej odporności na raka drzew owocowych.